# Gianni di Parigi
 Gianni di Parigi (Johann von Paris) ist eine Opera buffa in zwei Akten von Gaetano Donizetti. Das Libretto verfasste Felice Romani nach einem alten Textbuch für die Oper von Francesco Morlacchi aus dem Jahr 1818. Die Uraufführung fand am 10. September 1839 im Teatro alla Scala in Mailand statt.
Die Oper sollte nicht verwechselt werden mit Donizettis Gianni di Calais (1828).

## Handlung
Der französische Thronfolger soll eine Prinzessin aus Navarra heiraten. Vor der Hochzeit möchte er sie inkognito kennenlernen. Er verkleidet sich als reicher Bürger und mietet sich mit seinem Gefolge im Gasthaus „Zur Post“ ein. Er belegt alle Zimmer und eignet sich durch klingende Münze sämtliche Vorräte an. Als die Prinzessin mit ihrem Gefolge eintrifft, lässt er ihr anbieten, den Gasthof mit ihm zu teilen. Die unkomplizierte Prinzessin, nicht so von Standesdünkel behaftet wie ihr Haushofmeister, willigt ein. Als sie ihrem Gastgeber gegenübersteht, erkennt sie im angeblichen Bürger den französischen Thronfolger – und natürlich findet sich das sympathische Paar.

## Entstehung
Ohne über einen Auftrag zur Komposition zu verfügen und eine Bezahlung erwarten zu können, vertonte Donizetti 1831 ein altes Textbuch Romanis und schickte die Oper als persönliches Geschenk an den gefeierten Tenor Giovanni Battista Rubini, der in jener Zeit an der Pariser Oper Triumphe feierte. Da Donizetti in Paris der Durchbruch noch nicht gelungen war, erhoffte er sich von Rubini, dass er das auf ihn zugeschnittene Werk in Paris zur Aufführung bringen würde.
Rubini nahm das Werk wohl an, ein Dankesschreiben an Donizetti blieb aus und auch zur Aufführung gelangte es nicht. Die Oper, die mit ihrem derben Buffo-Charakter dem Geschmack Rubinis und des Pariser Publikums nicht entsprach, verschwand und tauchte auf unbekannten Wegen erst am 10. September 1839 an der Mailänder Scala wieder auf. Die musikalische Leitung hatten Eugenio Cavallini (1. Violine) und Giacomo Panizza (maestro al cembalo). Das Bühnenbild stammte von Baldassare Cavallotti und Domenico Menozzi, die Choreografie von Giovanni Galzerani. Dis Sänger waren Antonietta Rainieri Marini (Prinzessin von Navarra), Ignazio Marini (Haushofmeister), Lorenzo Salvi (Gianni), Felicita de Baillou-Hillaret (Oliviero), Agostino Rovere (Pedrigo) und Marietta Sacchi (Lorezza). Donizetti, der erst kurz zuvor davon erfahren hatte, machte in Mailand beim geschäftsführenden Herzog Carlo Visconti di Modrone seine Ansprüche geltend, hatte jedoch keinen Erfolg.
Im Auftrag des Donizetti-Theaters überarbeitete der schwedische Musikwissenschaftler Anders Wiklund das Werk und erstellte für die Eröffnung des Festivals „Donizetti e il suo tempo“ am 20. September 1988 eine Partitur. Bei seinen Nachforschungen stellte er fest, dass Donizetti bereits zwischen 1828 und 1830 für eines der Theater Neapels eine Fassung von Gianni di Parigi geschrieben hatte; dafür sprechen die neapolitanischen Elemente in der sinfonia und eine volkstümliche Tarantella. Warum diese Fassung nicht zur Aufführung gelangte, ist nicht bekannt; sie wurde erst im März 1846 am Teatro San Carlo aufgeführt. Aus dieser „Urfassung“ entfernte Donizetti die sinfonia und die Tarantella. Nachdem er ein paar weitere Veränderungen und Korrekturen vorgenommen hatte, bot er diese neue Fassung Rubini an.

## Libretto
Die Geschichte des Jean de Paris inspirierte zahlreiche Schriftsteller und Komponisten. Erstmals wurde 1807 ein Prosamelodram in drei Akten von Marsollier unter dem Titel Jean de Paris und Bühnenmusik von Henry Darondeau in Paris aufgeführt. 1812 schrieb Claude Godard d'Aucourt de Saint-Just das Libretto für François-Adrien Boieldieus komische Oper Jean de Paris, die erfolgreich in Paris gespielt wurde. Auf Saint-Justs Text basiert Felice Romanis Libretto zu Gianni di Parigi, das von Francesco Morlacchi vertont und 1818 an 27 Abenden in der Mailänder Scala aufgeführt wurde. Gut zehn Jahre später überarbeitete Donizetti Romanis Libretto und vertonte es.

## Diskographie
- 1988, CD: Carlo Cillario, Luciana Serra, Angelo Romero, Giuseppe Morino, Enrico Fissore
- 2010, DVD: Giacomo Sagripanti, Ekaterina Lekhina, Roberto de Candia, Edgardo Rocha, Andrea Porta